# Psycho Soldier
Psycho Soldier (サイコソルジャー?) è un videogioco arcade del 1987 della SNK, seguito di Athena. Il gioco ha avuto conversioni per gli home computer Amstrad CPC, Commodore 64 e ZX Spectrum, pubblicate dalla Imagine Software. Il titolo è inoltre incluso nelle raccolte SNK Arcade Classics Vol. 0 (PlayStation Portable) e SNK 40th Anniversary Collection (Nintendo Switch).
I protagonisti del titolo sono Athena Asamiya e Sie Kensou che in seguito sono giocabili anche nella serie The King of Fighters.